# Patriocetus
Patriocetus és un gènere de cetacis del parvordre dels odontocets que visqueren majoritàriament als oceans de l'hemisferi nord durant l'Oligocè superior, fa entre 23 i 28,1 milions d'anys. Se n'han trobat restes fòssils a la formació de Grafenberg (Alemanya), la formació de les sorres de Linz (Àustria), la formació de Karaguinski (Kazakhstan) i, possiblement, el grup d'Ashiya (Japó). Es tracta de l'únic gènere de la família dels patriocètids (Patriocetidae). Eren si fa no fa igual de grossos que el dofí mular. Tenien la regió intertemporal del crani estreta. El nom genèric Patriocetus significa ‘balena pare’ o, menys literalment, ‘pare de les balenes’.